# Hi-Speed Jecy
Hi-Speed Jecy (яп. ハイスピード・ジェシー Хаи-супидо Джэси, «Быстрый Джеси») — ранобэ Эйитиро Сайто, изданное в 1984—1987 годах и аниме в формате OVA, выпущенное Studio Pierrot в 1989—1990 годах. История была сделана в духе Crusher Joe, а над дизайном адаптации работал Харухико Микимото.

## Сюжет
Джеси потерял родителей из-за преступного синдиката Бисмарк и хочет отомстить. Мафия охотится за таинственным «лизориумом», невзирая на последствия, убивает и похищает людей. На это власти закрывают глаза. Быстрый и ловкий Джеси путешествует с девушкой Тианой в космосе на биологическом корабле Паолон. Парень является пацифистом, ненавидит оружие и когда сталкивается с Фолком Грином, последователем неизвестной религии Хартленд, уничтожающим разный сброд, то приходит в ярость. Месть не даётся легко — подруга оказывается в руках врагов, ненасилие плохо сочетается с действительностью, смертей становится всё больше, а на горизонте война с Федерацией. Дзера Бисмарк, властная женщина в форме, желает узнать Фолка поближе и добивается своего. Такие отношения приводят к трагедии — охотник за головами остаётся собой и дарует «яркому василиску» спасение. Джеси открывает тайну, что Тиану создал Паолон по образу его погибшей юношеской любви. После поражения Лу Бисмарка и разрушения комплекса они исчезают, остаются лишь загадочные часы. Фолк говорит, что, возможно, Джеси ждёт блаженство в раю. Идёт дождь.

## Роли озвучивали
| Актёр             | Роль                                   |
| ----------------- | -------------------------------------- |
| Юдзи Мицуя        | Джеси Мур                              |
| Юко Цубурая       | Тиана, Эрин                            |
| Хидэюки Хори      | Фолк Грин                              |
| Кэйко Тода        | Дзера (Джела)                          |
| Итиро Нагаи       | Лу Бисмарк                             |
| Коити Китамура    | Паолон                                 |
| Юрико Ямамото     | Телейн                                 |
| Иссэй Футамата    | Кросс                                  |
| Митиэ Томидзава   | Латина Аскот                           |
| Икуя Саваки       | Пагос                                  |
| Юсаку Яра         | Потомак                                |
| Синъя Отаки       | Маркем, Сомерс                         |
| Казуюки Согабэ    | Мейер                                  |
| Дайсукэ Гори      | Сабатини                               |
| Томоко Маруо      | Анита                                  |
| Хидэкацу Сибата   | Аскот                                  |
| Бандзё Гинга      | Мастер                                 |
| Ясунори Мацумото  | Дональд, солдат                        |
| Масахару Сато     | Мак, наёмник                           |
| Кодзо Сиоя        | Шакал, коммандер                       |
| Масаси Хиросе     | Краникс, капитан                       |
| Мититака Кобаяси  | детектив, наёмник, полицейский, солдат |
| Хидэюки Умэдзу    | капитан, солдат                        |
| Наоко Мацуи       | Эми                                    |
| Митико Номура     | мама                                   |
| Ай Сато           | тётя                                   |
| Нобуо Тобита      | солдат                                 |
| Рё Хорикава       | преступник                             |
| Сёдзо Иидзука     | Гоблин                                 |
| Томомити Нисимура | управляющий заводом                    |

## Список серий
| №  | Название                              | Премьера в Японии    |
| -- | ------------------------------------- | -------------------- |
| 1  | Prologue Explosion (PROLOGUE 起爆)    | 5 сентября 1989 года |
| 2  | Möbius Memories (MÖBIUS 記憶)         | 5 сентября 1989 года |
| 3  | Fight Pursuit (FIGHT 追撃)            | 5 октября 1989 года  |
| 4  | Zone Evil Space (ZONE 魔空)           | 5 октября 1989 года  |
| 5  | Highjack Trap (HIGHJACK 陥穽)         | 5 ноября 1989 года   |
| 6  | Stampede Cluster (STAMPEDE 巨塊)      | 5 ноября 1989 года   |
| 7  | Fire Love and Hate (FIRE 愛憎)        | 5 января 1990 года   |
| 8  | Ambivalent Yearning (AMBIVALENT 思慕) | 5 января 1990 года   |
| 9  | Tiana Birth (TIANA 誕生)              | 5 февраля 1990 года  |
| 10 | Dummy Assassination (DUMMY 暗殺)      | 5 февраля 1990 года  |
| 11 | Khaos Battlefield (KHAOS 戦場)        | 5 марта 1990 года    |
| 12 | Forever... (永遠（とわ）に…)          | 5 марта 1990 года    |

## Выпуск
OVA Hi-Speed Jecy выходила только в Японии на 6 LaserDisc, по 2 серии в каждом.
Джастин Севакис, основатель сайта Anime News Network, отвечая на вопрос «Почему некоторые классические аниме никогда не переиздаются?» (речь шла про Oz, Sanctuary, Hi-Speed Jecy, Tomoe ga Yuku!, «Беги, Мелос!» 1992 года и Maze), заметил: основная причина в том, что выпуску препятствуют права на интеллектуальную собственность. Экранизация манги или ранобэ часто была ограничена по времени использования. В результате многие произведения 1980-х годов не могут выйти заново без повторных переговоров с автором оригинала (гэнсакуся). Кроме того, нужно опять получить разрешение на музыку, а если она написана популярным исполнителем, то права станут непомерно дорогими. Иногда очень сложно проверить все документы и убедиться, что первоначальный создатель, режиссёр, главный сценарист, актёры, музыканты и участники производственного комитета подписали надлежащие бумаги. Нынешний владелец может даже не иметь доступа к этим контрактам. И при удачных обстоятельствах возникнут проблемы, например, с правом на онлайн-трансляцию, что потребует найти человека и просить его подписать, независимо от того, насколько он стар, зол, ворчлив, немощен или введён в заблуждение. Придётся «лезть из кожи вон». Многие OVA были выпущены как одноразовые продукты — маркетинг для манги или продажи игрушек. Компания-производитель может забыть об их существовании. Заметным исключением является 12-серийный Hi-Speed Jecy, который стал довольно приличным хитом. Фред Паттен сообщил о запланированном релизе в США от Streamline Pictures, но ничего не получилось, так как Orion Pictures в 1996 году из-за финансовых неурядиц заморозила расходы на приобретение новых аниме. Hi-Speed Jecy необходим ремастер, потому что старое видео ужасно даже по меркам 1989 года.

## Музыка
| №   | Название                                                       | Длительность |
| --- | -------------------------------------------------------------- | ------------ |
| 1.  | «Opening (М-47) ~ Please Please Me»                            | 1:47         |
| 2.  | «The threat of the Bismarck family (M-15, M-16)»               | 3:24         |
| 3.  | «Magic Sky (M-23, M-24, M-25, M-27)»                           | 5:24         |
| 4.  | «Weapons 〜 Paolon and Lohendorf 〜 (M-29, M-17)»              | 3:29         |
| 5.  | «Tiana (M-33, M-34, M-35)»                                     | 6:41         |
| 6.  | «Tiana in captivity (M-18, M-19, M-20, M-21, M-22)»            | 8:03         |
| 7.  | «Eye-catching (M-48)»                                          | 0:10         |
| 8.  | «Haunting memory (M-12, M-30, M-31)»                           | 4:26         |
| 9.  | «Falk & Jecy (M-40, M-39)»                                     | 3:24         |
| 10. | «Cross & Jecy (M-7, M-8, M-9)»                                 | 6:11         |
| 11. | «Run! (M-5, M-6)»                                              | 4:28         |
| 12. | «Jecy Moore (Theme variation) (M-1, M-2)»                      | 4:36         |
| 13. | «The end of the struggle… and (M-36, M-37, M-32, M-46, M-45)»  | 5:01         |
| 14. | «Ending 〜 I loved only you with all my heart 〜 (Video size)» | 2:10         |
| 15. | «Please Please Me 〜 Full size 〜»                             | 4:06         |
| 16. | «I loved only you with all my heart 〜 Full size 〜»           | 4:46         |

Начальная композиция:
1. «Please Please Me», в исполнении Юко Цубураи, музыка — Итиро Хада, слова — Руи Сэридзава, аранжировка — Сатоси Накамура

Завершающая композиция:
1. «I loved only you with all my heart», в исполнении Юко Цубураи, музыка — Хитоми Татибана, слова — Тинфа Кан и Хитоми Татибана, аранжировка — Мотоки Фунаяма

Основная музыка и аранжировка — Кэй Вакакуса (02—11, 13). В 1989 году также был издан альбом Юко Цубураи «Colors», где присутствовал эндинг.
В 1986 году на грампластинке в серии Roman Trip вышел саундтрек к ранобэ Hi-Speed Jecy, композитором являлся Кохэй Танака.
Участники записи
Дзюн Сумита — электрогитара, Нобуо Яги — гармоника, Хироси Сибаяма — гобой, Shin Kazuhara Grou — труба, Eiji Arai Group — тромбон, Харуки Мино — электрическое фортепиано, Соноко Ханаи — вокал, Ёсино Уэно — звукорежиссёр, Хироси Гото — сведение, запись произведена на Appo Sound Studio и Nippon Columbia Studio, декабрь 1985 — январь 1986. Применялись инструменты: E-mu Emulator II, Oberheim Xpander, Yamaha TX816, Yamaha DX7, Roland MKS-80 Super Jupiter, Roland HP-450, Simmons SDS-9, Yamaha RX11, Roland TR-727, PPG Wave 2.3, MIDI Bass; компьютеры: NEC PC-9801 и PC-8001.